# Wolfgang Kersting

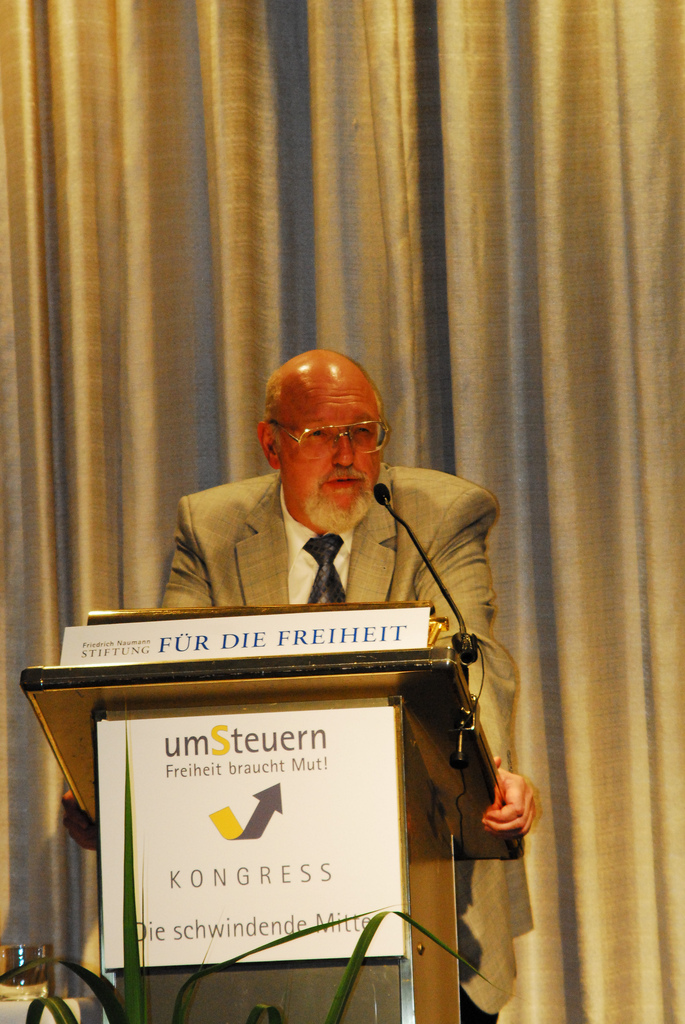
Kersting bei einer Veranstaltung der Friedrich-Naumann-Stiftung für die Freiheit

Wolfgang Kersting (* 10. Juli 1946 in Osnabrück; † 5. Februar 2025 in Kiel) war ein deutscher Philosoph und Hochschullehrer.

## Leben und Werk
Wolfgang Kersting studierte Philosophie, Germanistik und Geschichte in Göttingen und Hannover, wurde 1974 mit einer Untersuchung über die Ethik in Hegels „Phänomenologie des Geistes“ an der Universität Hannover promoviert und habilitierte sich 1982 über Immanuel Kants Rechtsphilosophie. Bevor er 1993 Professor für Philosophie an der Christian-Albrechts-Universität zu Kiel wurde, lehrte er in Hannover, Marburg, Göttingen, Lüneburg und München. 2011 ging Kersting in den Ruhestand.
Sein Forschungsschwerpunkt war die politische Philosophie. Dabei beschäftigte er sich vor allem mit den Themen Sozialstaat, Gerechtigkeit und Gesellschaftsordnung. Bekannt war er auch für seine Auseinandersetzung mit der modernen Vertragstheorie von John Rawls. Für das Buch Verteidigung des Liberalismus wurde Kersting 2010 mit der Corine ausgezeichnet. Im Jahr 2012 erhielt er den Freiheitspreis der Friedrich-Naumann-Stiftung. Kersting verstarb am 5. Februar 2025 im Alter von 78 Jahren in Kiel. Er war bis zu seinem Tod verheiratet und Vater mehrerer Kinder.

## Schriften
- Die politische Philosophie des Gesellschaftsvertrags. WBG, Darmstadt 1994, ISBN 3-534-18953-1.
- Platons ‚Staat‘. Wissenschaftliche Buchgesellschaft (Werkinterpretationen), Darmstadt 1999, ISBN 3-534-13341-2.
- Theorien der sozialen Gerechtigkeit. Metzler, Stuttgart 2000, ISBN 978-3-476-01752-9.
- Kritik der Gleichheit. Über die Grenzen der Gerechtigkeit und der Moral. Veilbrück Verlag, Weilerswist 2002, ISBN 978-3-934730-47-2.
- Egalitäre Grundversorgung und Rationierungsethik. In: T. Gutmann, V. H. Schmidt (Hrsg.): Rationierung und Allokation im Gesundheitswesen. Velbrück Wissenschaft, Weilerswist 2002, S. 41–90, ISBN 978-3-934730-59-5.
- Kant über Recht. Mentis, Paderborn 2004, ISBN 3-89785-307-8.
- Klugheit. Velbrück, Weilerswist 2005, ISBN 3-934730-89-2.
- Gerechtigkeit und Lebenskunst. Philosophische Nebensachen. Mentis, Paderborn 2005, ISBN 3-89785-176-8.
- Niccolo Machiavelli. 3. Auflage. Beck, München, 2006, ISBN 3-406-54128-3.
- Wohlgeordnete Freiheit: Immanuel Kants Rechts- und Staatsphilosophie. 3. Auflage. Mentis, Paderborn 2007, ISBN 978-3-89785-587-8.
- John Rawls zur Einführung. 3. Auflage. Junius, Hamburg 2008, ISBN 978-3-88506-343-8.
- Thomas Hobbes zur Einführung. 4. Auflage. Junius, Hamburg 2009, ISBN 978-3-88506-673-6.
- Verteidigung des Liberalismus. Murmann, Hamburg 2009, ISBN 978-3-86774-073-9.
- Wie gerecht ist der Markt? Ethische Perspektiven der sozialen Marktwirtschaft. Murmann, Hamburg 2012. ISBN 978-3-86774-183-5.
- Vertragstheorien. Kontraktualistische Theorien in der Politikwissenschaft. Kohlhammer, Stuttgart 2015. ISBN 978-3-17-024166-4.
- Macht und Moral. Studien zur praktischen Philosophie der Neuzeit. Mentis, Paderborn 2010, ISBN 978-3-89785-717-9.
- Vertragstheorien: Institutionalistische Theorie in der Politikwissenschaft. Kohlhammer, Stuttgart 2016, ISBN 978-3-17-024166-4.
- Politischer Liberalismus (John Rawls - Gerechtigkeit als Fairness, Robert Nozick - Minimalstaat und Anspruchsgerechtigkeit, James M. Buchanan - Natürliche Verteilung und Verfassungsvertrag, Jürgen Habermas - Diskurs und Demokratie; 257 Seiten) Lehrbrief der Fernuniversität Hagen, Fakultät für Kultur- und Sozialwissenschaften, Mai 2017, Studienbrief 26408-04.